# Kosmin
Kosmin (ukr. Космін, ros. Космин) – przystanek kolejowy w pobliżu miejscowości Korowija, w rejonie czerniowieckim, w obwodzie czerniowieckim, na Ukrainie. Położony jest na linii Czerniowce – Suczawa.